# Kreis Tangerhütte
Der Kreis Tangerhütte gehörte zum am 25. Juli 1952 gegründeten Bezirk Magdeburg. Er wurde mit Wirkung vom 1. Januar 1988 aufgelöst und auf die Kreise Stendal und Wolmirstedt aufgeteilt.
Im Teil des Kreises Tangerhütte, der Anfang 1988 in den Kreis Stendal umgegliedert wurde, bestanden die folgenden Gemeinden:
1. Bellingen
2. Birkholz
3. Bittkau
4. Bölsdorf
5. Buch
6. Cobbel
7. Demker
8. Grieben
9. Grobleben
10. Groß Schwarzlosen *)
11. Hüselitz
12. Jerchel
13. Kehnert
14. Lüderitz
15. Mahlpfuhl *)
16. Ottersburg *)
17. Ringfurth
18. Schelldorf
19. Schernebeck
20. Schönwalde (Altmark)
21. Stegelitz *)
22. Tangerhütte
23. Uchtdorf
24. Uetz
25. Weißewarte
26. Windberge

 *)Am 1. Januar 1974 wurden Mehlpfuhl nach Tangerhütte und Ottersburg nach Windberge eingemeindet. Groß Schwarzlosen und Stegelitz wurden am 1. April 1974 nach Lüderitz eingemeindet.
Im Teil des Kreises, der zum Kreis Wolmirstedt kam, bestanden die folgenden Gemeinden:
1. Angern
2. Bertingen
3. Burgstall
4. Cröchern
5. Dolle
6. Mahlwinkel
7. Sandbeiendorf
8. Wenddorf

## Kfz-Kennzeichen
Den Kraftfahrzeugen (mit Ausnahme der Motorräder) und Anhängern wurden von etwa 1974 bis Ende 1987 dreibuchstabige Unterscheidungszeichen, die mit dem Buchstabenpaar HV begannen, zugewiesen. Die letzte für Motorräder genutzte Kennzeichenserie war HY 80-01 bis HY 99-99.